# Рідкий азот

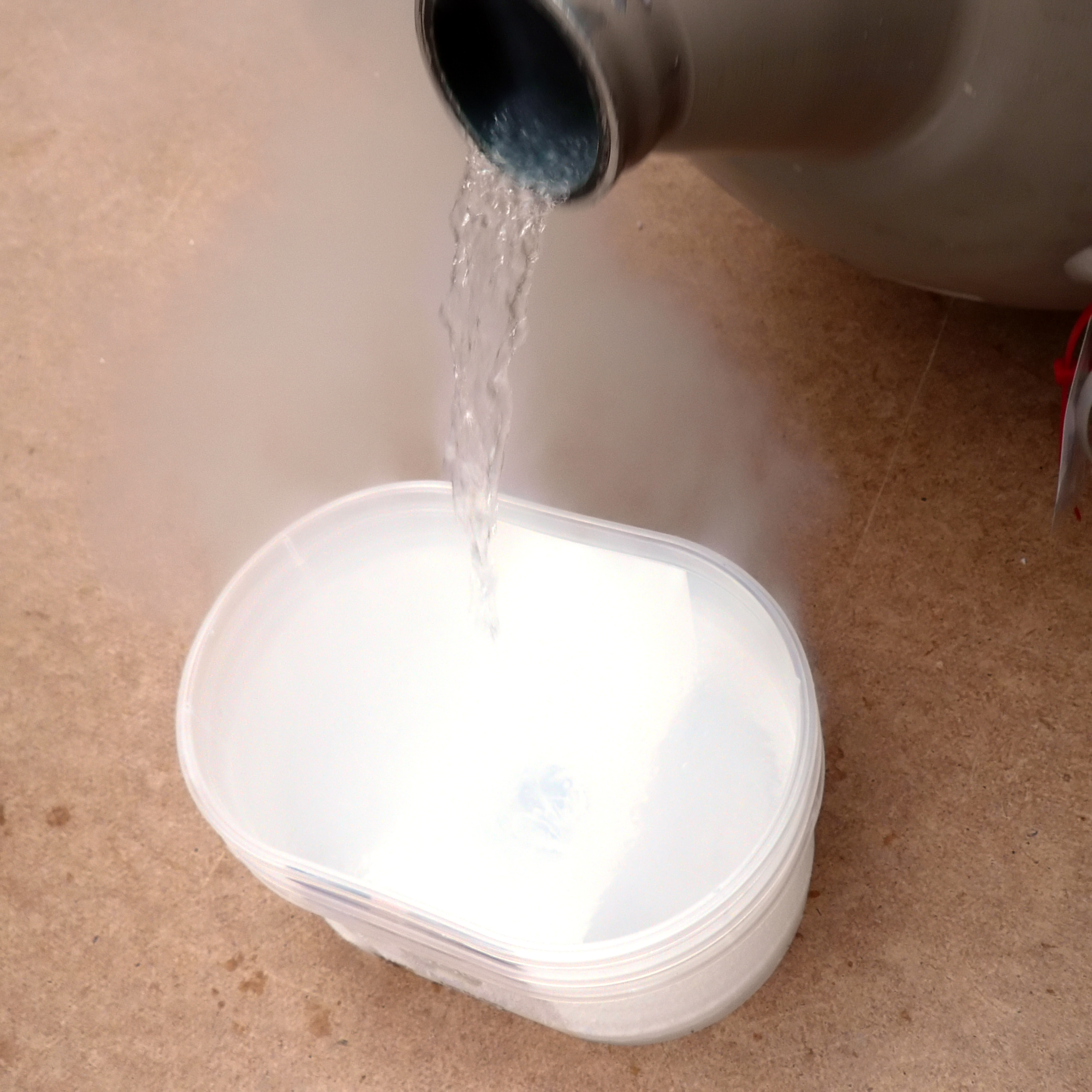
Рідкий азот

Рідкий азот (англ. Liquid nitrogen, LIN, LN2) — рідина прозорого кольору, є азотом у рідкому стані при надзвичайно низькій температурі. Рідкий азот має питому густину 0,808 г/см³, точна точка кипіння складає 77,4 K (−195,75 °C). Не вибухонебезпечний і не отруйний. Вперше був отриманий швейцарським фізиком Раулем Пікте.

## Виробництво
Рідкий азот отримують у промисловому масштабі кріогенною перегонкою зрідженого повітря або скрапленням чистого азоту, отриманого з повітря з використанням адсорбції при змінному тиску. Повітряний компресор використовується для стиснення відфільтрованого повітря високого тиску; газ під високим тиском охолоджують до кімнатної температури, що дозволяє розширити його до низького тиску. Розширене повітря сильно охолоджується (Ефект Джоуля — Томсона), унаслідок чого кисень, азот, аргон і розділяються на наступних етапах розширення та дистиляції. Установка на якій це відбувається, називається детандером
Дрібне виробництво рідкого азоту легко реалізується за допомогою цього принципу.

## Зберігання

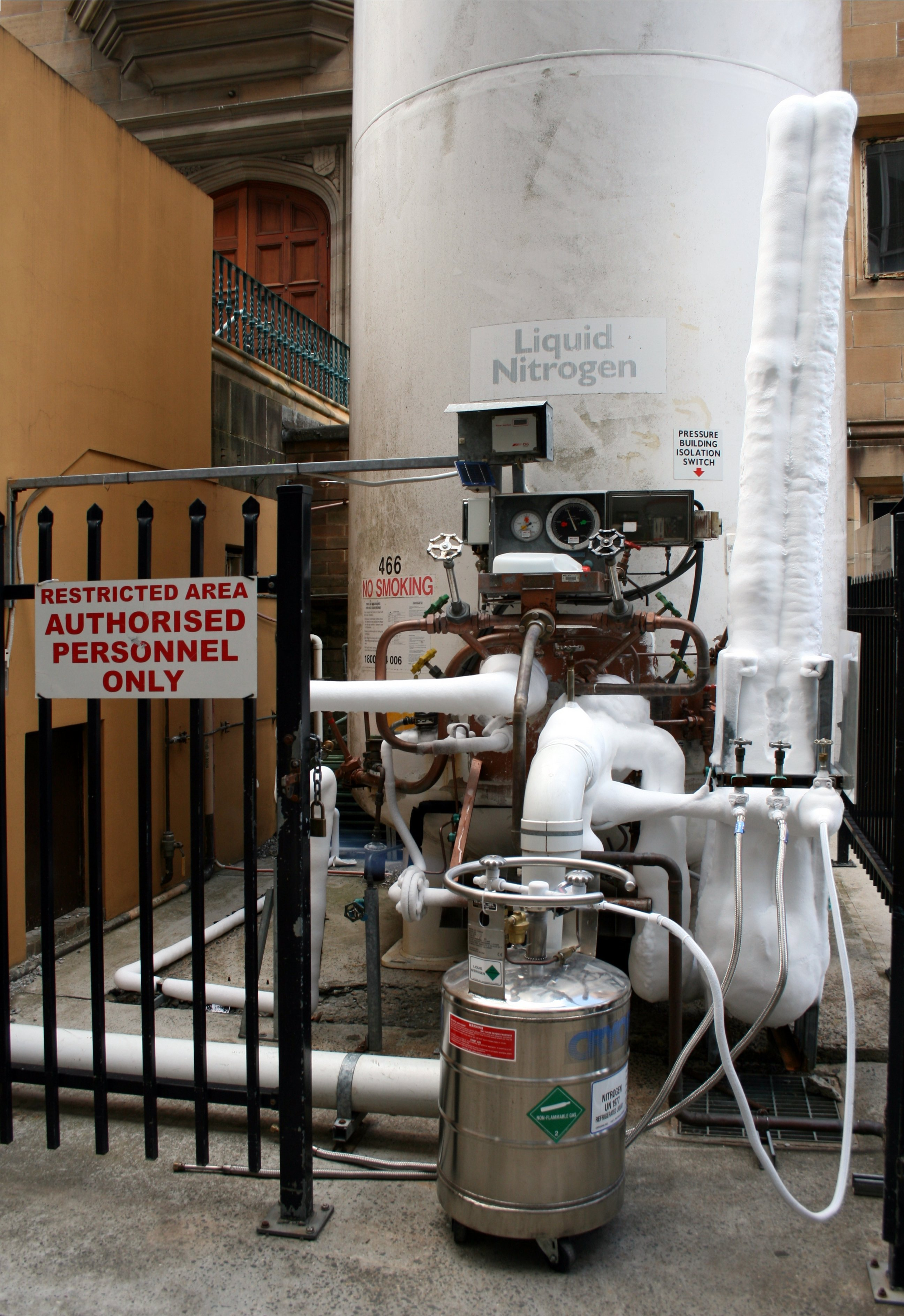
Заповнення посудини Дьюара рідким азотом із резервуара для зберігання.

Літр рідкого азоту, випаровуючись і нагріваючись до 20 °C, утворює приблизно 700 літрів газу. З цієї причини рідкий азот зберігають у спеціальних посудинах Дьюара з вакуумною ізоляцією відкритого типу або кріогенних ємностях під тиском.

## Використання

### У техніці та на виробництві
- Використовується для кріогенного різання.
- При глибокому заморожуванні різних матеріалів, в тому числі органічних.
- Для охолодження різного устаткування і техніки.
- У оверклокінгу для охолодження компонентів комп'ютера.

### У медицині
- Для зберігання клітин, органів і тканин за допомогою кріоконсервації.
- Для кріодеструкції (руйнування уражених ділянок тканин і органів), наприклад, для видалення бородавок.
- Для косметичної процедури «кріованна» (вплив холодом на шкіру).

### Упожежогасінні
- Випаровуючись, азот охолоджує вогнище спалаху і витісняє кисень, необхідний для горіння, тому пожежа припиняється. Оскільки азот, на відміну від води, піни або порошку, просто випаровується і вивітрюється, азотне пожежогасіння, поряд з вуглекислотним, — найбільш ефективний спосіб гасіння пожеж з точки зору збереження цінностей.

## Примітка
1. ↑  Who What Why: How dangerous is liquid nitrogen?. BBC News (брит.). 9 жовтня 2012. Процитовано 7 лютого 2022.